# Museo stampatori da Sabbio
Il Museo Stampatori «da Sabbio» si trova nel comune italiano di Sabbio Chiese, nella provincia di Brescia in Lombardia.

## Storia
L’intuizione della necessità di un museo per raccogliere e ricordare l’attività degli stampatori sabbiensi, attività iniziata nel secolo XVI e diffusasi presto in Italia e non solo, è riconducibile inizialmente ad Alfredo Bonomi sin dai primi anni del Duemila. Lo stesso Bonomi donò nel 2019 al comune l'attuale sede del museo, con il vincolo della destinazione culturale, e continua ad adoperarsi per la realizzazione del progetto.

Un'importante mostra tenutasi nel 2012, Gli stampatori, da Sabbio alla conquista del mondo. Uomini, idee e tecniche tra Cinque e Seicento, confermò l’interesse storico, scientifico e culturale della materia e la necessità di allestire un'esposizione permanente.

Il museo è oggi sede di eventi e manifestazioni, corsi e laboratori, spesso rivolti ai giovani e al mondo della scuola.

## Collezioni
Acquisizioni da parte del comune, elargizioni e donazioni hanno portato il patrimonio bibliografico del museo a una cinquantina di volumi, tra cinquecentine e seicentine, stampati presso tipografie riconducibili a Sabbio Chiese.

Spiccano alcuni nomi conosciuti all'epoca, fra cui i Nicolini, i Bericchia, i Tini, i Gelmini, i Pelizzari, i Baruzzi e i Ventura.
La collezione è inoltre arricchita dalle opere di Giovanni Paoli, operante a Città del Messico e pioniere della stampa in America.